# Wanderson Maciel Sousa Campos
Wanderson Maciel Sousa Campos (São Luís (Maranhão), 7 oktober 1994) is een Belgisch-Braziliaanse voetballer die doorgaans als aanvaller speelt. Hij verruilde Red Bull Salzburg in juli 2017 voor FK Krasnodar. Wanderson is een zoon van Wamberto. Ook zijn broer Danilo is voetballer.

## Clubstatistieken
| Seizoen        | Club              | Competitie       | Competitie | Competitie | Beker | Beker | Internationaal | Internationaal | Totaal | Totaal |
| Seizoen        | Club              | Competitie       | Wed.       | Dlp.       | Wed.  | Dlp.  | Wed.           | Dlp.           | Wed.   | Dlp.   |
| -------------- | ----------------- | ---------------- | ---------- | ---------- | ----- | ----- | -------------- | -------------- | ------ | ------ |
| 2012/13        | Beerschot AC      | Eerste klasse    | 6          | 0          | 0     | 0     | —              | —              | 6      | 0      |
| 2013/14        | K. Lierse SK      | Eerste klasse    | 27         | 2          | 2     | 0     | —              | —              | 29     | 2      |
| 2014/15        | K. Lierse SK      | Eerste klasse    | 28         | 2          | 2     | 0     | —              | —              | 30     | 2      |
| 2015/16        | Getafe CF         | Primera División | 20         | 0          | 1     | 0     | —              | —              | 21     | 0      |
| 2016/17        | Red Bull Salzburg | Bundesliga       | 20         | 3          | 3     | 1     | 5              | 1              | 28     | 5      |
| 2017/18        | FK Krasnodar      | Premier Liga     | 26         | 3          | 1     | 0     | 4              | 0              | 31     | 3      |
| 2018/19        | FK Krasnodar      | Premier Liga     | 30         | 6          | 2     | 0     | 10             | 1              | 42     | 7      |
| 2019/20        | FK Krasnodar      | Premier Liga     | 21         | 4          | 0     | 0     | 7              | 0              | 28     | 4      |
| 2020/21        | FK Krasnodar      | Premier Liga     | 6          | 1          | 0     | 0     | 3              | 1              | 9      | 2      |
| Carrièretotaal | Carrièretotaal    | Carrièretotaal   | 184        | 21         | 11    | 1     | 29             | 3              | 224    | 25     |